# Ёсимото, Хироки
Хироки Ёсимото (яп. 吉本 大樹 Ёсимото Хироки, родился 2 сентября 1980 года в Осаке) — японский автогонщик. Он принял участие в сезоне 2005 GP2 за команду BCN Competicion вместе с венесуэльцем Эрнесто Висо. В 2006 он выступал с более опытным Тимо Глоком из Германии. Также он является вокалистом группы doa под именем Дайки Ёсимото.

## Карьера
Ёсимото единственный пилот GP2, который целиком начал свою карьеру перед GP2 в Азии, большинство гонщиков повышают свои навыки в Европе и Северной Америке. В 1999 Ёсимото выступал в Японская Формула Юниор 1600. он перешёл в Японскую Формулу-Тойота в 2000 и в Корейская Ф1800. В 2001 он перешёл в Японскую Формулу-3 в качестве награды за серьёзную работу.
Свой первый полный сезон в Японской Ф3 с командой Now. Он заработал 1 победу, 1 поул-позицию и два подиума, финишировав на восьмом месте в чемпионате. Также он финишировал на пятом месте в престижном Гран-при Макао. Он остался с той же командой в 2003 финишировав 10-м перед переходом в 2004 в Super GT. Также он провёл две гонки в Мировой Серии Ниссан в том же году за команду Gabord.
3 и 4 ноября 2007 Ёсимото принял участие Формула-Рено V6 Азия на трассе Чжухай. Он выиграл 11-й этап, обойдя Джеймса Уинслоу и Армаана Ибрагима, но его зажали на старте 12-го этапа и он финишировал 5-м.
Он вернулся в GP2 в 2008 за команду Qi-Meritus Mahara в азиатской серии GP2 Asia. Он продолжил выступать в серии в сезоне 2008-09, за команду BCN Competición. Но BCN была переименована и названа Ocean Racing Technology, после первого этапа Ёсимото заменил Йелмер Буурман.

## Результаты выступлений

### Результаты выступлений в серии GP2
| Легенда к таблице |                                                                    |
| --- | ------------------------------------------------------------------ |
| В таблице перечислены результаты всех гонок, в которых принимал участие гонщик. Строками таблицы являются сезоны, столбцами — этапы соревнований. В каждой клетке указаны сокращённое название этапа и результат, дополнительно обозначенный цветом. Расшифровка обозначений и цветов представлена в нижеследующей таблице. |                                                                    |
| \| Пример \| Описание \| \| ------------ \| ------------------------------------------------------------------ \| \| 1 \| Победитель \| \| 2 \| Второе место \| \| 3 \| Третье место \| \| 5 \| Финишировал, заработав очки \| \| Сход \| Не финишировал, но при этом заработал очки \| \| 12 \| Финишировал, не получив очков \| \| НКЛ \| Финишировал, но не попал в финальную классификацию \| \| 15 \| Участвовал вне зачёта, либо по отдельной классификации \| \| 18 \| Не финишировал, но попал в финальную классификацию \| \| Сход \| Не финишировал \| \| НКВ \| Не прошёл квалификацию \| \| НПКВ \| Не прошёл предквалификацию \| \| ДСК \| Дисквалифицирован \| \| ИСК \| Исключён из протокола соревнований \| \| ТТ \| Заявлен для участия только в тренировках \| \| НС \| Участвовал в квалификации, но не стартовал в гонке \| \| Т \| Травмирован или болен \| \| ОТК \| Отказ от участия \| \| НТР \| Прибыл на соревнования, но на трассу не выезжал \| \| НПР \| Был заявлен в числе участников, но не прибыл к началу соревнований \| \| О \| Соревнования отменены \| \| \| Не участвовал \| \| Поул-позиция \| \| \| Быстрый круг \| \| |                                                                    |
| Пример | Описание                                                           |
| 1 | Победитель                                                         |
| 2 | Второе место                                                       |
| 3 | Третье место                                                       |
| 5 | Финишировал, заработав очки                                        |
| Сход | Не финишировал, но при этом заработал очки                         |
| 12 | Финишировал, не получив очков                                      |
| НКЛ | Финишировал, но не попал в финальную классификацию                 |
| 15 | Участвовал вне зачёта, либо по отдельной классификации             |
| 18 | Не финишировал, но попал в финальную классификацию                 |
| Сход | Не финишировал                                                     |
| НКВ | Не прошёл квалификацию                                             |
| НПКВ | Не прошёл предквалификацию                                         |
| ДСК | Дисквалифицирован                                                  |
| ИСК | Исключён из протокола соревнований                                 |
| ТТ | Заявлен для участия только в тренировках                           |
| НС | Участвовал в квалификации, но не стартовал в гонке                 |
| Т | Травмирован или болен                                              |
| ОТК | Отказ от участия                                                   |
| НТР | Прибыл на соревнования, но на трассу не выезжал                    |
| НПР | Был заявлен в числе участников, но не прибыл к началу соревнований |
| О | Соревнования отменены                                              |
| | Не участвовал                                                      |
| Поул-позиция |                                                                    |
| Быстрый круг |                                                                    |

| Год  | Команда         | 1          | 2        | 3          | 4        | 5        | 6        | 7          | 8          | 9          | 10         | 11         | 12       | 13         | 14       | 15         | 16         | 17         | 18         | 19       | 20         | 21       | 22      | 23      | ЛЗ | Очки |
| ---- | --------------- | ---------- | -------- | ---------- | -------- | -------- | -------- | ---------- | ---------- | ---------- | ---------- | ---------- | -------- | ---------- | -------- | ---------- | ---------- | ---------- | ---------- | -------- | ---------- | -------- | ------- | ------- | -- | ---- |
| 2005 | BCN Competición | САН 1 Сход | САН 2 9  | ИСП 1 Сход | ИСП 2 17 | МОН 1 НС | ЕВР 1 11 | ЕВР 2 Сход | ФРА 1 6    | ФРА 2      | ВЕЛ 1 13   | ВЕЛ 2 Сход | ГЕР 1 12 | ГЕР 2 Сход | ВЕН 1 13 | ВЕН 2 17   | ТУЦ 1 8    | ТУЦ 2 10   | ИТА 1 10   | ИТА 2 16 | БЕЛ 1 Сход | БЕЛ 2 17 | БАХ 1 7 | БАХ 2 6 | 16 | 14   |
| 2006 | BCN Competición | ВАЛ 1 Сход | ВАЛ 2 12 | САН 1 8    | САН 2 3  | ЕВР 1 8  | ЕВР 2 4  | ИСП 1 Сход | ИСП 2 Сход | МОН 1 Сход | ВЕЛ 1 Сход | ВЕЛ 2 17   | ФРА 1 9  | ФРА 2 Сход | ГЕР 1 23 | ГЕР 2 Сход | ВЕН 1 Сход | ВЕН 2 Сход | ТУЦ 1 Сход | ТУЦ 2 19 | ИТА 1 8    | ИТА 2 5  |         |         | 15 | 12   |

#### Результаты выступлений в GP2 Asia
| Легенда к таблице |                                                                    |
| --- | ------------------------------------------------------------------ |
| В таблице перечислены результаты всех гонок, в которых принимал участие гонщик. Строками таблицы являются сезоны, столбцами — этапы соревнований. В каждой клетке указаны сокращённое название этапа и результат, дополнительно обозначенный цветом. Расшифровка обозначений и цветов представлена в нижеследующей таблице. |                                                                    |
| \| Пример \| Описание \| \| ------------ \| ------------------------------------------------------------------ \| \| 1 \| Победитель \| \| 2 \| Второе место \| \| 3 \| Третье место \| \| 5 \| Финишировал, заработав очки \| \| Сход \| Не финишировал, но при этом заработал очки \| \| 12 \| Финишировал, не получив очков \| \| НКЛ \| Финишировал, но не попал в финальную классификацию \| \| 15 \| Участвовал вне зачёта, либо по отдельной классификации \| \| 18 \| Не финишировал, но попал в финальную классификацию \| \| Сход \| Не финишировал \| \| НКВ \| Не прошёл квалификацию \| \| НПКВ \| Не прошёл предквалификацию \| \| ДСК \| Дисквалифицирован \| \| ИСК \| Исключён из протокола соревнований \| \| ТТ \| Заявлен для участия только в тренировках \| \| НС \| Участвовал в квалификации, но не стартовал в гонке \| \| Т \| Травмирован или болен \| \| ОТК \| Отказ от участия \| \| НТР \| Прибыл на соревнования, но на трассу не выезжал \| \| НПР \| Был заявлен в числе участников, но не прибыл к началу соревнований \| \| О \| Соревнования отменены \| \| \| Не участвовал \| \| Поул-позиция \| \| \| Быстрый круг \| \| |                                                                    |
| Пример | Описание                                                           |
| 1 | Победитель                                                         |
| 2 | Второе место                                                       |
| 3 | Третье место                                                       |
| 5 | Финишировал, заработав очки                                        |
| Сход | Не финишировал, но при этом заработал очки                         |
| 12 | Финишировал, не получив очков                                      |
| НКЛ | Финишировал, но не попал в финальную классификацию                 |
| 15 | Участвовал вне зачёта, либо по отдельной классификации             |
| 18 | Не финишировал, но попал в финальную классификацию                 |
| Сход | Не финишировал                                                     |
| НКВ | Не прошёл квалификацию                                             |
| НПКВ | Не прошёл предквалификацию                                         |
| ДСК | Дисквалифицирован                                                  |
| ИСК | Исключён из протокола соревнований                                 |
| ТТ | Заявлен для участия только в тренировках                           |
| НС | Участвовал в квалификации, но не стартовал в гонке                 |
| Т | Травмирован или болен                                              |
| ОТК | Отказ от участия                                                   |
| НТР | Прибыл на соревнования, но на трассу не выезжал                    |
| НПР | Был заявлен в числе участников, но не прибыл к началу соревнований |
| О | Соревнования отменены                                              |
| | Не участвовал                                                      |
| Поул-позиция |                                                                    |
| Быстрый круг |                                                                    |

| Год     | Команда           | 1          | 2       | 3          | 4        | 5          | 6        | 7        | 8       | 9       | 10       | 11    | 12    | Место | Очки |
| ------- | ----------------- | ---------- | ------- | ---------- | -------- | ---------- | -------- | -------- | ------- | ------- | -------- | ----- | ----- | ----- | ---- |
| 2008    | Qi-Meritus Mahara | ОАЭ 1 6    | ОАЭ 2 4 | ИНЗ 1 Сход | ИНЗ 2 20 | МАЗ 1 Сход | МАЗ 2 10 | БАХ 1 12 | БАХ 2 4 | ОАЭ 1 5 | ОАЭ 2 13 |       |       | 10    | 13   |
| 2008-09 | BCN Competición   | КИТ 1 Сход | КИТ 2 8 | ОАЭ 1      | ОАЭ 2    | БАХ 1      | БАХ 2    | КАТ 1    | КАТ 2   | МАЗ 1   | МАЗ 2    | БАХ 1 | БАХ 2 | 24    | 0    |